# Rungis
Rungis è un comune francese di 5 709 abitanti situato nel dipartimento della Valle della Marna nella regione dell'Île-de-France.
In questo comune ha sede il Marché international de Rungis che è il più grande e importante mercato agroalimentare di prodotti freschi del mondo.

## Società

### Evoluzione demografica
Abitanti censiti

## Educazione
- Institut aéronautique Jean Mermoz